# Xenopus clivii
Espèce
Statut de conservation UICN

 LC  : Préoccupation mineure
Xenopus clivii est une espèce d'amphibiens de la famille des Pipidae.

## Répartition
Cette espèce est endémique du centre-Est de l'Afrique. Elle se rencontre entre 820 et 2 745 m d'altitude :
- en Érythrée ;
- en Éthiopie ;
- au Soudan du Sud ;
- dans le nord-ouest du Kenya.

## Étymologie
Cette espèce est nommée en l'honneur du lieutenant P. Clivio.

## Publication originale
- Peracca, 1898 : Descrizione di una nuova specie di amfibio del gen. Xenopus Wagl. dell'Eritrea. Bollettino dei Musei di Zoologia e Anatomia Comparata della R. Universita di Torino, vol. 13, no 321, p. 1-4 (texte intégral).